# Mit brennender Sorge

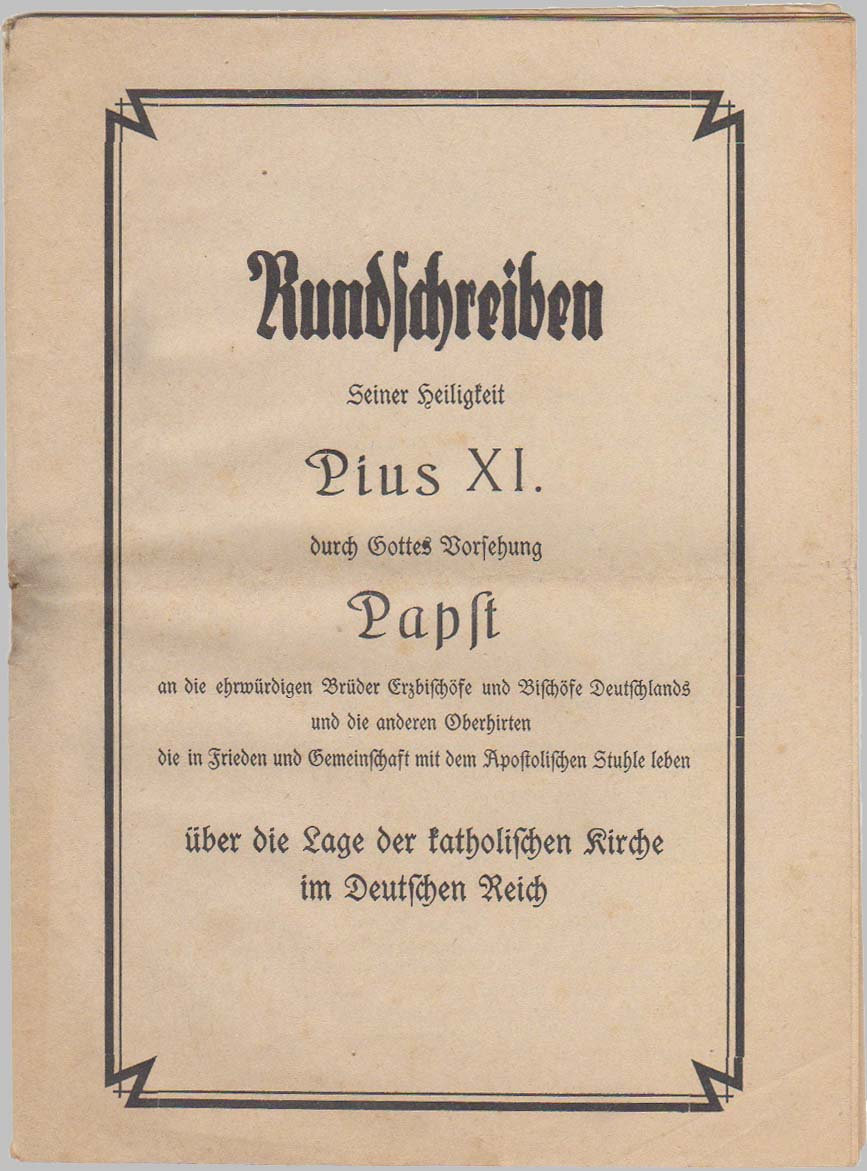
Umschlag des Rundschreibens Pius XI. über die Lage der katholischen Kirche im Deutschen Reich

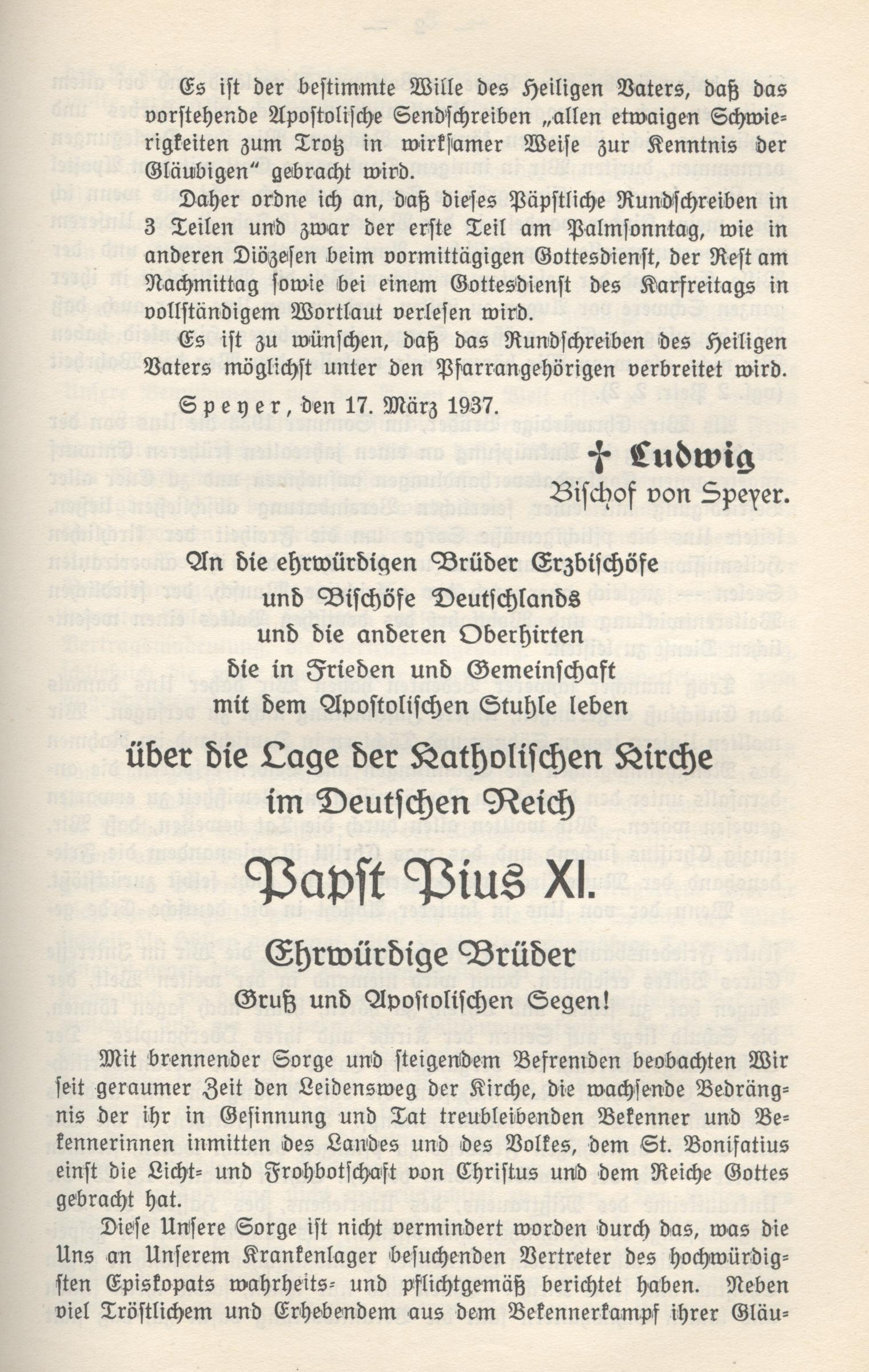
Erste Seite der Enzyklika Mit brennender Sorge, Ausgabe aus dem Bistum Speyer, mit einem Vorsatz von Bischof Ludwig Sebastian, gedruckt in der Jägerschen Druckerei Speyer, die deshalb enteignet wurde.

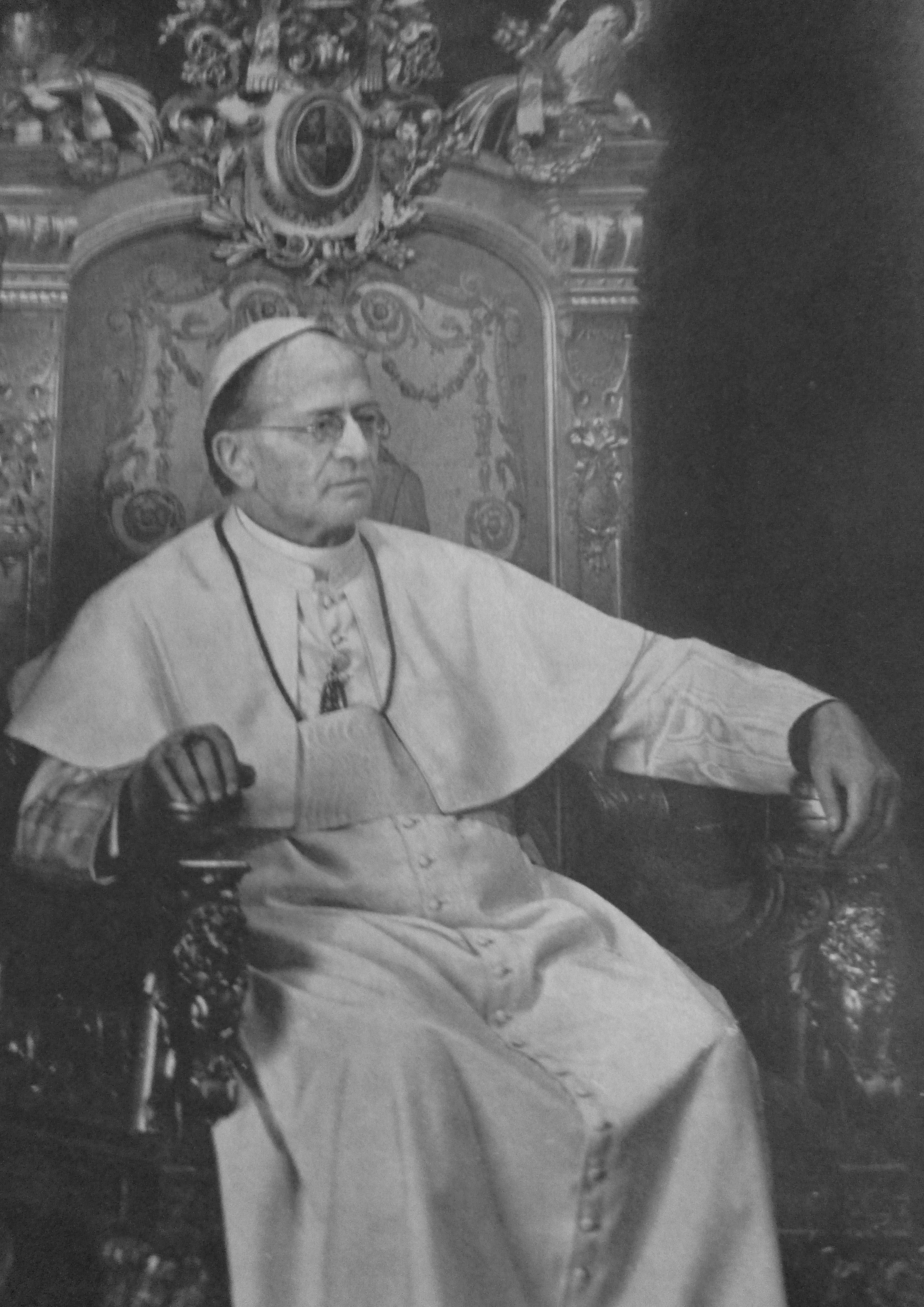
Pius XI., Aufnahme aus dem Jahr 1939

Mit brennender Sorge (lat.: Ardenti cura) ist eine Enzyklika von Papst Pius XI. Die Enzyklika – die erste und bislang einzige in deutscher Sprache – wurde am 14. März 1937 unterzeichnet und am Palmsonntag, dem 21. März veröffentlicht. Das päpstliche Rundschreiben behandelt die bedrängte Lage der römisch-katholischen Kirche im damaligen Deutschen Reich und verurteilt Politik und Ideologie des Nationalsozialismus.

## Vorgeschichte
Ausgangspunkt für das Schreiben war die Lage der katholischen Kirche im nationalsozialistisch beherrschten Staat nach dem Abschluss des Reichskonkordats aus dem Jahre 1933. Es war aufgrund der Politik Hitlers und seiner Reichsregierung immer wieder zu Protestnoten des Heiligen Stuhls über die in Artikel 31 des Konkordats garantierte Betätigungsfreiheit der katholischen Organisationen gekommen, die durch Maßnahmen der Gleichschaltung bedroht waren. Weiter gab die päpstliche Diplomatie wiederholt ihrer Sorge über Schwierigkeiten bei den Konfessionsschulen und der Priesterausbildung sowie der Gottesleugnung z. B. durch die Schriften des führenden NSDAP-Ideologen Alfred Rosenberg Ausdruck. Als auch zahlreiche Beschwerdeschreiben der deutschen Bischöfe und eine persönliche Vorsprache des Erzbischofs von München und Freising Michael von Faulhaber bei Adolf Hitler ohne Ergebnis blieben, beriet die Vollversammlung der Bischofskonferenz im Januar 1937 über das weitere Vorgehen. Dabei konnten die Bischöfe keine Einigung erzielen, ob die bisherige Politik der Beschwerdeschreiben fortgesetzt werden oder ob man an die Öffentlichkeit gehen sollte. Letztere Position vertraten insbesondere der Bischof von Münster Clemens August Graf von Galen und der Bischof von Berlin Konrad Graf von Preysing.
Die Stellung, Situation und Haltung der katholischen Kirche veränderte sich mit der Machtübergabe an die NSDAP und dem Abschluss des Reichskonkordats 1933 erheblich. Bis zu diesem Jahr war eine völlig ablehnende Haltung gegenüber dem Nationalsozialismus zu erkennen. Mitglieder der NSDAP wurden in manchen Diözesen weder zu den Sakramenten zugelassen noch kirchlich beerdigt.
Als am 30. Januar 1933 Adolf Hitler zum Reichskanzler ernannt und die NSDAP somit zur herrschenden Partei wurde, fürchtete ein großer Teil des Klerus, die Gunst der Regierenden zu verlieren. In einem Pastoralaufruf der Fuldaer Bischofskonferenz vom 28./29. März 1933 wurden die Gläubigen „zur Treue gegenüber der rechtmäßigen Obrigkeit und zur gewissenhaften Erfüllung staatsbürgerlicher Pflichten“ ermahnt.
Hitler und die katholische Kirche schlossen am 20. Juli 1933 das Reichskonkordat ab. Dieser Vertrag garantierte der Kirche freie Religionsausübung, Religionsunterricht als ordentliches Lehrfach an Schulen und Schutz ihrer Geistlichen, Orden sowie katholischen Organisationen. Es verpflichtete sie gleichzeitig jedoch, nur auf kultureller, geistlicher und karitativer Ebene tätig zu werden. Eine aktive Einbindung in die Politik war dadurch ausgeschlossen. Hitlers Ziel war es, die Bedenken von Kritikern und kirchlicher Kreise zu überwinden, sich Zustimmung und Loyalität zu sichern und einen außenpolitischen Erfolg verzeichnen zu können. Er hatte durch diese geschickte Diplomatie den Heiligen Stuhl vorerst nicht gegen sich. Im Zusammenhang mit dem Konkordatsschluss fand Kardinal Faulhaber jedoch deutliche Worte zur Haltung von Papst Pius XI. zu Hitler und Nazideutschland: „In Wirklichkeit ist Papst Pius XI. der beste Freund, am Anfang sogar der einzige Freund des neuen Reiches gewesen. Millionen im Ausland standen zuerst abwartend und mißtrauisch dem neuen Reich gegenüber und haben erst durch den Abschluß des Konkordats Vertrauen zur neuen deutschen Regierung gefaßt.“
Die katholischen Verbände erhielten durch das Konkordat eine Atempause, da die Repressionen ihnen gegenüber tatsächlich kurzfristig abflauten. Auch wenn die Nationalsozialisten schon wenige Wochen nach dem Konkordatsabschluss den Kampf gegen den Verbandskatholizismus wieder aufnahmen, schützen die Vereinbarungen des Artikels 31 die Verbände insofern, als sie bis zum Ende des Regimes einer vollkommenen Gleichschaltung entgingen und organisatorisch Reste von Eigenständigkeit bewahren konnten, obwohl ihre Mitgliederzahl durch Druck des Regimes beständig abnahm. Voraussetzung für die Weiterexistenz war freilich die politische Enthaltsamkeit der Verbände. Tatsächlich zogen sich etwa die großen sozialen Organisationen verstärkt in den Binnenraum der Kirche zurück.
Andererseits begannen 1936 Sittlichkeitsprozesse gegen Ordensangehörige und Priester wegen des Vorwurfs verschiedener Sexualdelikte (homosexuelle Betätigung, sexueller Missbrauch von Kindern oder Schutzbefohlenen usw.), mit denen die Kirche insgesamt diskreditiert und Geistliche allgemein als Sittenlose und Verderber der Jugend hingestellt werden sollten. Kirchliche Beschwerdeschreiben wurden ignoriert, Religion für Propaganda missbraucht (Nationalsozialistischer Weihnachtskult, Hitlergebete, Umfunktionierung von kirchlichen in parteiliche Organisationen) und die Handlungsfreiheit der Kirche stark eingeschränkt.

## Entstehung und Verbreitung der Enzyklika
Als sich der Konflikt zwischen der Regierung des Deutschen Reiches und der katholischen Kirche verschärfte, entschloss sich Papst Pius XI., auf Drängen der Kardinäle Karl Joseph Schulte und Michael von Faulhaber sowie der Bischöfe Konrad Graf von Preysing und Clemens August Graf von Galen, eine Enzyklika zu verfassen. Generalsuperior SVD Josef Grendel hatte im Juni 1936 ebenfalls eindringlich gebeten, eine Enzyklika gegen den "dämonische[n] Geist der Unheiligkeit" anzuregen, "der die heutige Welt und Menschheit vergiftet." Kardinalstaatssekretär Eugenio Pacelli, der spätere Papst Pius XII., beauftragte im Januar 1937 Kardinal von Faulhaber, einen Entwurf zu verfassen. Wenige Tage später erhielt Pacelli den Entwurf, den Faulhaber selbst als „unvollkommen und auch wohl ganz unbrauchbar“ bezeichnete, und benutzte ihn als Grundlage. Er erweiterte die Fassung um eine lange Einleitung, die das Reichskonkordat betrifft, und verschärfte die Kritik am Verhalten der Reichsregierung und deren abgehandelten weltanschaulichen Positionen. Aus dem ursprünglich gedachten Hirtenbrief sollte eine Enzyklika an die ganze Kirche werden.
Am 12. März 1937 wurde das Dokument heimlich ins Reich gebracht und Nuntius Cesare Orsenigo übergeben. Nachdem die Nuntiatur das Schreiben an die Bischöfe weitergegeben hatte, waren diese für die Verbreitung in ihren Diözesen verantwortlich. Dabei gingen sie mit größter Geheimhaltung vor. Druckereien wurden nachts abgedunkelt betrieben, Kopien des Textes versteckt. In den meisten Bistümern wurden Abschriften an alle Kleriker gesandt, in den Bistümern München, Münster und Speyer wurden Sonderdrucke in hohen Auflagen (geschätzt 300.000) gefertigt. Am Palmsonntag des Jahres 1937, dem 21. März, wurde die Enzyklika in allen katholischen Gemeinden verlesen.
Das franquistische Regime Spaniens suchte damals eine Annäherung an die Achsenmächte und verbot trotz seiner Betonung des Katholizismus die Veröffentlichung der Enzyklika.

## Inhalt
Die Enzyklika gliedert sich in Einleitung, zehn Hauptteile, die sich mit einzelnen Fragestellungen befassen oder sich an bestimmte Adressaten wenden, und den Schluss.

### Einleitung
In der Einleitung weist der Papst „mit brennender Sorge und steigendem Befremden“ auf die wachsende Bedrängnis der Kirche im Land hin:

„Ehrwürdige Brüder! Gruß und Apostolischen Segen! Mit brennender Sorge und steigendem Befremden beobachten Wir seit geraumer Zeit den Leidensweg der Kirche, die wachsende Bedrängnis der ihr in Gesinnung und Tat treubleibenden Bekenner und Bekennerinnen inmitten des Landes und des Volkes, dem St. Bonifatius einst die Licht- und Frohbotschaft von Christus und dem Reiche Gottes gebracht hat.“

Anknüpfend an das trotz mancher Bedenken abgeschlossene Reichskonkordat wird das Verhalten der Reichsregierung als „Machenschaften, die von Anfang kein anderes Ziel kannten als den Vernichtungskampf“ bezeichnet. Die Reichsregierung habe Vertragsumdeutung, die Vertragsaushöhlung, schließlich die mehr oder minder öffentliche Vertragsverletzung zum Gesetz des Handelns gemacht.

### Reiner Gottesglaube
Der erste Hauptteil wendet sich gegen die Verwendung des Begriffs „gottgläubig“ durch die Machthaber. Wer in pantheistischer Verschwommenheit Gott mit dem Weltall gleichsetze, wer das düstere Schicksal an die Stelle des persönlichen Gottes rücke oder wer Rasse oder das Volk oder den Staat oder die Staatsform, die Träger der Staatsgewalt oder andere Grundwerte menschlicher Gemeinschaftsgestaltung zur höchsten Norm mache, gehöre nicht zu den Gottgläubigen. Denjenigen, die ihre Christenpflicht gegen ein angriffslüsternes, von einflussreicher Seite vielfach begünstigtes Neuheidentum erfüllten, spricht der Papst anerkennende Bewunderung aus.

„Wer nach angeblich altgermanisch-vorchristlicher Vorstellung das düstere unpersönliche Schicksal an die Stelle des persönlichen Gottes rückt, leugnet Gottes Weisheit und Vorsehung, die kraftvoll und gütig von einem Ende der Welt zum anderen waltet und alles zum guten Ende leitet. Ein solcher kann nicht beanspruchen, zu den Gottgläubigen gerechnet zu werden.“

Der Papst wendet sich gegen die nationalsozialistische Rassenlehre:

„Dieser Gott hat in souveräner Fassung Seine Gebote gegeben. Sie gelten unabhängig von Zeit und Raum, von Land und Rasse. So wie Gottes Sonne über allem leuchtet, was Menschenantlitz trägt, so kennt auch Sein Gesetz keine Vorrechte und Ausnahmen. Regierende und Regierte, Gekrönte und Ungekrönte, Hoch und Niedrig, Reich und Arm stehen gleichermaßen unter Seinem Wort. Aus der Totalität Seiner Schöpferrechte fließt seinsgemäß die Totalität Seines Gehorsamsanspruchs an die Einzelnen und an alle Arten von Gemeinschaften. Dieser Gehorsamsanspruch erfaßt alle Lebensbereiche, in denen sittliche Fragen die Auseinandersetzung mit dem Gottesgesetz fordern und damit die Einordnung wandelbarer Menschensatzung in das Gefüge der unwandelbaren Gottessatzung.“

### Reiner Christusglaube
Im zweiten Hauptteil wird dargelegt, dass auf Dauer kein Gottesglaube rein und unverfälscht bleibe, wenn er nicht gestützt werde vom Glauben an Jesus Christus. Einen anderen Grund könne niemand legen als den, der gelegt sei, Jesus Christus. Wer aber

„die biblische Geschichte und die Lehrweisheit des Alten Bundes aus Kirche und Schule verbannt sehen will, lästert das Wort Gottes, lästert den Heilsplan des Allmächtigen, macht enges und beschränktes Menschendenken zum Richter über göttliche Geschichtsplanung. Er verneint den Glauben an den wirklichen, im Fleische erschienenen Christus, der die menschliche Natur aus dem Volke annahm, das ihn ans Kreuz schlagen sollte.“

In diesem Zusammenhang wird betont, dass die – von den Nationalsozialisten als „jüdisch“ abgelehnten – Bücher des Alten Testaments organischer Teil der Offenbarung Gottes seien. Nur Blindheit und Hochmut könnten die Augen vor den Schätzen verschließen, die das Alte Testament berge. Ohne Hitler selbst beim Namen zu nennen, nennt der Papst denjenigen, der in Verkennung des Unterschieds zwischen Gott und Geschöpf irgendeinen Sterblichen neben oder über Christus zu stellen wage, einen Wahnpropheten.

„Wer in sakrilegischer Verkennung der zwischen Gott und Geschöpf, zwischen dem Gottmenschen und den Menschenkindern klaffenden Wesensunterschiede irgend einen Sterblichen, und wäre er der Größte aller Zeiten, neben Christus zu stellen wagt, oder gar über Ihn und gegen Ihn, der muß sich sagen lassen, daß er ein Wahnprophet ist, auf den das Schriftwort erschütternde Anwendung findet: Der im Himmel wohnt, lachet ihrer.“

### Reiner Kirchenglaube
Nach näherer Darlegung der römisch-katholischen Lehre von der Einheit der Kirche heißt es im dritten Hauptteil, dass der Christusglaube nicht rein und unverfälscht erhalten bleiben könne ohne den Glauben an die Kirche, die „Säule und Grundfeste der Wahrheit“ sei. Die Kirche sei Heimat und Zuflucht für Völker aller Zeiten und Nationen.
Es genüge aber nicht, zur Kirche zu gehören, die Gläubigen müssten auch lebendige Glieder in ihr sein. Nur eine sich in allen ihren Gliedern auf sich selbst besinnende, jede Veräußerlichung und Verweltlichung abstreifende, mit den Geboten Gottes und der Kirche Ernst machende, in Gottesliebe und tätiger Nächstenliebe sich bewährende Christenheit werde der im tiefsten Grunde kranken Welt Vorbild sein können und müssen, wenn nicht unsagbares Unglück und ein alle Vorstellung hinter sich lassender Niedergang hereinbrechen solle. Die Aufrufe zum Austritt aus der Kirche, der mit verhüllten und sichtbaren Zwangsmaßnahmen, Einschüchterungen und Inaussichtstellung wirtschaftlicher, beruflicher, bürgerlicher Nachteile insbesondere von katholischen Beamten als Form des Treuebekenntnisses zum gegenwärtigen Staat gefordert werde, müsse von den Gläubigen auch um den Preis schwerer irdischer Opfer als Verrat am Taufgelübde zurückgewiesen werden. Wer hoffe, einen äußerlichen Kirchenaustritt mit dem innerlichen Festhalten an der Treue zur Kirche zu verbinden, dem müsse das Schriftwort „Wer mich vor den Menschen verleugnet, den werde ich auch vor meinem Vater verleugnen“ eine Warnung sein.

### Reiner Glaube an den Primat des Papstes
Der vierte Teil führt aus, dass der Glaube an die Kirche nicht rein und unverfälscht erhalten bliebe ohne den Glauben an den Primat des Papstes. Echte und legale Autorität sei überall ein Band der Einheit, eine Quelle der Kraft, eine Gewähr gegen Zerfall und Splitterung, eine Bürgschaft der Zukunft; „am höchsten und hehrsten Sinne da, wo, wie einzig bei der Kirche, solcher Autorität die Gnadenführung des Heiligen Geistes, Sein unüberwindlicher Beistand verheißen ist.“

Pius verurteilt das Wunsch- und Lockbild einer deutschen Nationalkirche in scharfer Form: 

„Wenn Leute, die nicht einmal im Glauben an Christus einig sind, euch das Wunsch- und Lockbild einer deutschen Nationalkirche vorhalten, so wisset: sie ist nichts als eine Verneinung der einen Kirche Christi, ein offenkundiger Abfall von dem an die ganze Welt gerichteten Missionsbefehl, dem nur eine Weltkirche genügen und nachleben kann. Der geschichtliche Weg anderer Nationalkirchen, ihre geistige Erstarrung, ihre Umklammerung oder Knechtung durch irdische Gewalten zeigen die hoffnungslose Unfruchtbarkeit, der jeder vom lebendigen Weinstock der Kirche sich abtrennende Rebzweig mit unentrinnbarer Sicherheit anheimfällt.“

### Keine Umdeutung heiliger Worte und Begriffe
Die Umdeutung religiöser Grundbegriffe ist das Thema des fünften Abschnitts. Dort werden beispielsweise die Begriffe Offenbarung gegen die Gleichsetzung mit den Einflüsterungen von Blut und Rasse, Glaube gegen das Ausspielen gegen das Vertrauen auf die Zukunft des Volkes und Unsterblichkeit im christlichen Sinne gegen die Deutung kollektives Mitfortleben im Weiterbestand des Volkes verteidigt.

### Sittenlehre und sittliche Ordnung
Im sechsten Teil wird festgestellt, dass keine Zwangsgewalt des Staates und keine rein irdischen, wenn auch in sich genommen hohen und edlen Ideale auf die Dauer im Stande seien, die aus dem Gottes- und Christusglauben kommenden letzten und entscheidenden Antriebe zu ersetzen. Die Auslieferung der Sittenlehre an eine subjektive, mit den Zeitströmungen wechselnde Menschenmeinung öffne zersetzenden Kräften Tür und Tor.

### Anerkennung des Naturrechts
Der siebte Teil hat zum Gegenstand, dass jedes positive, vom Gesetzgeber gesetzte Recht auf seinen sittlichen Gehalt nachgeprüft werden müsse. Daran gemessen sei der Satz „Recht ist, was dem Volke nützt“ zu verwerfen. Nicht weil es nützlich sei, sei es sittlich gut, sondern weil es dem Sittengesetz entspreche, sei das positive Recht nützlich. Von dieser Grundregel losgelöst müsse der Grundsatz, Recht sei das dem Volke Nützliche, den ewigen Kriegszustand zwischen den verschiedenen Nationen bedeuten. In diesem Zusammenhang werden das Recht zum Bekenntnis des Glaubens und das Erziehungs- und Schulwahlrecht der Eltern als Bestandteile des Naturrechts angeführt.

### An die Jugend
Ausdrücklich an die Jugend – und damit formal außerhalb des Adressatenkreises, weil die Enzyklika nach den damaligen Gepflogenheiten an die Bischöfe gerichtet ist – wendet sich der achte Hauptteil. Im Bezug auf die nicht ausdrücklich genannte Hitlerjugend wird mit deutlichem Bezug auf das kirchliche Anathema gesagt: 

„Wenn jemand euch ein anderes Evangelium verkünden wollte als jenes, das ihr empfangen habt auf den Knien einer frommen Mutter, von den Lippen eines gläubigen Vaters, aus dem Unterricht eines seinem Gotte und seiner Kirche treuen Erziehers – ‚der sei ausgeschlossen‘.“

Es sei selbstverständlicher Rechtsanspruch der Eltern und Kinder, dass staatliche Pflichtorganisationen für die Jugend von allen Betätigungen christentums- und kirchenfeindlichen Geistes gesäubert würden. Nicht nur in der viel gepriesenen heldischen Größe, sondern auch im sittlichen Kampf gebe es Heldentum. Es wird der Erwartung Ausdruck verliehen, die gläubige katholische Jugend werde ihr Recht auf christliche Sonntagsheiligung auch in den staatlichen Pflichtorganisationen geltend machen.

### An die Priester und Ordensleute
Im neunten Teil spricht der Papst die Kleriker und Ordensleute beiderlei Geschlechts an, spricht ihnen Mut und Zuversicht zu und fordert sie auf, im Dienst an der Wahrheit auszuharren. Denjenigen, die ihren Bischöfen die bei der Weihe versprochene Treue hielten und wegen ihrer Ausübung der Hirtenpflicht Leid und Verfolgung bis in die Kerkerzelle und das Konzentrationslager hineintrugen, wendet er seinen Dank und die väterliche Anerkennung zu.

### An die Getreuen aus dem Laienstande
Der letzte und zehnte Hauptteil richtet sich an die Laien und grüßt „die unabsehbar große Schar“ jener, denen das Leid der Kirche in Deutschland nichts von ihrer Hingabe an die Sache Gottes geraubt habe, „nichts von ihrer zärtlichen Liebe gegen den Vater der Christenheit, nichts von ihrem Gehorsam gegen Bischöfe und Priester, nichts von ihrer freudigen Bereitschaft, auch in Zukunft […] dem treu zu bleiben, was sie geglaubt und von ihren Voreltern als heiliges Erbe erworben haben.“
Je mehr die Gegner sich bemühten, ihre dunklen Absichten abzustreiten und zu beschönigen, umso mehr sei wachsames Misstrauen und durch bittere Erfahrung aufgerüttelte Wachsamkeit am Platze. Keine irdische Gewalt könne die Eltern von dem Band der Verantwortung entbinden, das sie mit ihren Kindern verbinde.

### Schluss
Der Schlussteil wendet sich wieder an die Bischöfe als die eigentlichen Adressaten. Ihnen versichert der Papst, jedes Wort der Enzyklika abgewogen zu haben, um nicht durch unzeitgemäßes Schweigen mitschuldig zu werden und nicht durch unnötige Strenge die auf dem Wege des Irrtums Wandelnden zu verhärten. Abschließend ruft der Papst Gott zum Zeugen an, dass ihn kein innigerer Wunsch leite als die Wiederherstellung eines wahren Friedens zwischen Kirche und Staat in Deutschland. Wenn aber der Friede nicht sein solle, dann werde die Kirche ihre Rechte und Freiheiten verteidigen.

## Folgen der Veröffentlichung
Die Nationalsozialisten wurden von der Verlesung der Enzyklika überrascht, doch sie reagierten schnell: In der Karwoche kam es zu ersten Hausdurchsuchungen und Verhaftungen. Zwölf Druckereien, die am Druck und der Verbreitung der Enzyklika beteiligt gewesen waren, wurden entschädigungslos enteignet. Eine Reihe von Klöstern und Bekenntnisschulen sowie mehrere theologische Fakultäten und Hochschulen mussten schließen.
Im April 1937 kam es auf Befehle Hitlers und Goebbels’ zu einer neuerlichen Welle von Sittlichkeitsverfahren gegen Priester und Ordensleute, wozu Einzelfälle von der NS-Propaganda zu einer „symptomatischen Erscheinung“ aufgebauscht wurden. Der Bevölkerung sollte vermittelt werden, dass die Kirche von der Erziehung der Jugend ausgeschlossen werden müsse, und das Vertrauen in die Kirche sollte untergraben werden. Richtigstellungen waren nur von der Kanzel aus möglich. In der Folge wurden 1937/38 die privaten katholischen Schulen aufgelöst oder vom Staat übernommen. Die Geistlichkeit durfte in Volks- und Berufsschulen keinen Religionsunterricht mehr erteilen.
Darüber hinaus wurden – abgesehen von der Entfernung des Bischofs von Rottenburg Joannes Baptista Sproll aus seiner Diözese – spektakuläre Maßnahmen vermieden. Der seit 1935 verfolgte Kurs gegen die katholische Presse, die Verbände und Schulen mit dem Ziel der beständigen Zurückdrängung der Kirche aus dem öffentlichen und politischen Leben wurde beibehalten. Die meisten Organisationen – vor allem die Jugendverbände – wurden bis 1939 aufgelöst, ihre Publikationen verboten und ihr Vermögen konfisziert.

## Wissenschaftliche Rezeption
In seinem Buch „Die katholische Kirche und der Holocaust“ vertritt der amerikanische Historiker Daniel Jonah Goldhagen die These, dass die Enzyklika sich in erster Linie gegen Verletzungen des Konkordats gerichtet habe. Die Enzyklika habe den Nationalsozialismus nicht als solchen verurteilt.

„Diese Enzyklika wird oft fälschlich als Beweis für die Abneigung der Kirche, Pacellis oder Pius’ XI. gegen den Nationalsozialismus angeführt oder als radikale Verurteilung des Nationalsozialismus dargestellt. Tatsächlich wandte sich die Enzyklika klar und volltönend gegen Verletzungen des Konkordats […].“

Goldhagens These stieß wiederum auf Kritik aus Kirchenkreisen. Hans Joachim Meyer, damals Präsident des Zentralkomitees der deutschen Katholiken, nannte das Buch ein „agitatorisches Pamphlet“, in dem die negativen Punkte herausgestrichen und die positiven Punkte bestritten oder abgewertet würden. Walter Brandmüller, Präsident des Päpstlichen Komitees für Geschichtswissenschaft, sah darin eine Verfälschung der Enzyklika. Die österreichische Wochenzeitung Furche nennt sie eine „durch und durch zahme Enzyklika“.
Laut dem Historiker Rainer Kampling waren die Auswirkungen der Enzyklika gering, weil sie – anders als die kirchlichen Verurteilungen des Kommunismus – eine Kollaboration mit dem Regime nicht verbot. Weitere Erklärungen des Heiligen Stuhls gegen den Nationalsozialismus habe es nicht mehr gegeben, obwohl sich die Lage der Kirche im Reich nicht verbesserte und die Judenverfolgung sich zum Holocaust steigerte.